# Carlos II Cybo-Malaspina
Carlos II Cybo-Malaspina, em italiano Carlo II Cybo-Malaspina, (Massa, 9 de junho de 1631 – Massa, 7 de dezembro de 1710) foi o segundo Duque soberano de Massa e Príncipe de Carrara de 1690 a 1710, sendo o sexto da sua dinastia a governar esses territórios.

## Biografia
Era filho herdeiro de Alberico II Cybo-Malaspina e de sua esposa Fulvia Pico, princesa de Mirandola (1607-1679), filha de Alexandre I Pico, Duque Soberano de Mirandola, e de Laura d'Este, Princesa de Módena e Reggio.
Para além do seu estado soberano, Carlos detinha também os títulos de príncipe do Sacro Império Romano-Germânico, quarto duque de Ferentillo, terceiro duque de Ajello, conde palatino de Laterano, barão de Paduli, senhor soberano de Moneta e Avenza, senhor de Lago, Laghitello, Serra e Terrati, barão Romano, patrício romano e patrício genovês, patrício de Pisa e Florença, patrício napolitano, nobre de Viterbo.
Casou em Roma em 1673 Donna Teresa Pamphili (Roma, 14 de outubro de 1654 - Massa, 7 de agosto de 1704), filha de Don Camilo Pamphili, Príncipe de San Martino al Cimino e Valmontone e Duque de Carpineto, e de Donna Olimpia Aldobrandini.
Está sepultado na Catedral de Massa

## Descendência
Carlos e Teresa tiveram dez filhos:
1. Alberico III (1674-1715), que sucedeu ao pai como Duque de Massa e Príncipe de Carrara;
2. Fúlvia (Fulvia) (1675-1677);
3. Olimpia Maria (Olímpia Maria) (1676-1751), freira;
4. Madalena Inocência (Maddalena Innocenza) (1677-1678);
5. Fúlvia Maria (Fulvia Maria),(1679-1753), freira;
6. Camilo (Camillo) (1681-1743), seguiu a carreira eclesiástica. Com a morte prematura do seu irmão mais velho, Alberico III, abdicou dos seus direitos ao Ducado de Massa e ao principado de Carrara a favor do irmão mais novo, Alderano I, mantendo para si os rendimentos feudais e alodiais provenientes do Reino de Nápoles e dos Estados da Igreja. Veio a ser nomeado Patriarca Titular de Constantinopla (11 de fevereiro de 1718) e Cardeal (23 de março de 1729);
7. Maria Madalena (Maria Maddalena), (1683-1765), freira;
8. Vitória Teresa (Vittoria Teresa), (1684-1739);
9. Alderano Jaime (Alderano Giacomo), Patrício Romano e Patrício Genovês, Patrício de Pisa e Florença, Patrício Napolitano, Nobre de Viterbo (1686-1687);
10. Alderano I (1690-1731), que sucedeu ao irmão mais velho como Duque de Massa e Príncipe de Carrara.

A estes, junta-se uma filha ilegítima de mãe incógnita:
- Júlia Maria (Giulia Maria) (1663 - 1673).